# 一元二次方程
一元二次方程式是只含有一个未知數，并且未知數的最高次數是二次的多項式方程。
例如，{\displaystyle x^{2}-3x+2=2}，{\displaystyle \left(3-2i\right)x^{2}+{\sqrt[{\pi }]{23-6i}}x-\sin 2=0}，{\displaystyle t^{2}-3=0} 等都是一元二次方程。
一元二次方程式的一般形式是{\displaystyle ax^{2}+bx+c=0\left(a\neq 0\right)}
其中，{\displaystyle ax^{2}}是二次项，{\displaystyle bx}是一次项，{\displaystyle c}是常数项。{\displaystyle a\neq 0}是一个重要条件，否则就不能保证该方程未知数的最高次数是二次。当然，在强调了是一元二次方程之后，{\displaystyle a\neq 0}也可以省略不写。另外，一元二次方程式有時會出現複數根。

## 历史
古巴比伦留下的陶片显示，在大约公元前2000年（2000 BC）古巴比伦的数学家就能解一元二次方程了。在大約公元前480年，中國人已经使用配方法求得了二次方程的正根。公元前300年左右，欧几里得提出了一种更抽象的几何方法求解二次方程。
7世紀印度的婆羅摩笈多（Brahmagupta）是第一位懂得用使用代數方程式且容許同時有正負根的數學家。
11世紀阿拉伯的花拉子密独立地发展了一套公式以求方程的正数解。亚伯拉罕·巴希亚（亦以拉丁文名字萨瓦索达著称）在他的著作Liber embadorum中，首次将完整的一元二次方程解法传入欧洲。
据说施里德哈勒是最早给出二次方程的普适解法的数学家之一。但这一点在他的时代存在着争议。这个求解规则是（引自婆什迦罗第二）：
在方程的两边同时乘以二次项未知数的系数的四倍；在方程的两边同时加上一次项未知数的系数的平方；然后在方程的两边同时开二次方根。
将其转化为数学语言：解关于{\displaystyle x}的方程 {\displaystyle ax^{2}+bx=-c}
在方程的两边同时乘以二次项未知数的系数的四倍，即{\displaystyle 4a}，得　{\displaystyle 4a^{2}x^{2}+4abx=-4ac}
在方程的两边同时加上一次项未知数的系数的平方，即{\displaystyle b^{2}}，得　{\displaystyle 4a^{2}x^{2}+4abx+b^{2}=-4ac+b^{2}}
然后在方程的两边同时开二次方根，得　{\displaystyle 2ax+b=\pm {\sqrt[{2}]{-4ac+b^{2}}}}

## 解法
阿贝尔指出，任意一元二次方程都可以根据{\displaystyle a}、{\displaystyle b}、{\displaystyle c}三个系数，通过初等代数运算来求解。求得的解也被称为方程的根。
一般来说，一元二次方程有两个根。

### 因式分解法
把一个关于 {\displaystyle x} 一元二次方程变形成一般形式 {\displaystyle ax^{2}+bx+c=0} 后，如果 {\displaystyle ax^{2}+bx+c=0} 能够较简便地分解成两个一次因式的乘积，则一般用因式分解来解这个一元二次方程。
将方程左边分解成两个一次因式的乘积后（一般可用十字相乘法），分别令每一个因式等于零，可以得到两个一元一次方程。解这两个一元一次方程，得到的两个解都是原方程的解。
如果一元二次方程{\displaystyle ax^{2}+bx+c=0}存在两个实根{\displaystyle x_{1},x_{2}}，那么它可以因式分解为{\displaystyle a(x-x_{1})(x-x_{2})=0}。
例如，解一元二次方程{\displaystyle x^{2}-3x+2=0}时，可将原方程左边分解成{\displaystyle \left(x-1\right)\left(x-2\right)=0}，所以{\displaystyle x-1=0\quad x-2=0}，可解得{\displaystyle x_{1}=1\quad x_{2}=2}

### 公式解法
对于{\displaystyle ax^{2}+bx+c=0\ (a\neq 0)}，若{\displaystyle \Delta ={\sqrt {b^{2}-4ac\ }}>0}，则它的两个不等实数根可以表示为
{\displaystyle x_{1}={\frac {-b+{\sqrt {b^{2}-4ac\ }}}{2a}},\,x_{2}={\frac {-b-{\sqrt {b^{2}-4ac\ }}}{2a}}}；
若{\displaystyle \Delta ={\sqrt {b^{2}-4ac\ }}=0}，则它的两个相等实数根可以表示为
{\displaystyle x_{1}=x_{2}={\frac {-b}{2a}}}；
若{\displaystyle \Delta ={\sqrt {b^{2}-4ac\ }}<0}，则它的两个共轭复数根可以表示为
{\displaystyle x_{1}=-{\frac {b}{2a}}+{\frac {\sqrt {-(b^{2}-4ac)}}{2a}}{\text{i}},\,\,x_{2}=-{\frac {b}{2a}}-{\frac {\sqrt {-(b^{2}-4ac)}}{2a}}{\text{i}}}。

#### 公式解的证明
公式解可以由配方法得出。
已知关于 {\displaystyle x} 的一元二次方程 {\displaystyle ax^{2}+bx+c=0,\,\,a\neq 0}
①移项，得：
{\displaystyle ax^{2}+bx=-c}；
②二次项系数化为 {\displaystyle 1}，得：
{\displaystyle x^{2}+{\frac {b}{a}}x=-{\frac {c}{a}}}；
③配方，得：
{\displaystyle x^{2}+{\frac {b}{a}}x+{\biggl (}{\frac {b}{2a}}{\biggl )}^{2}=-{\frac {c}{a}}+{\biggl (}{\frac {b}{2a}}{\biggl )}^{2}}，
{\displaystyle {\biggl (}x+{\frac {b}{2a}}{\biggl )}^{2}={\frac {b^{2}-4ac}{4a^{2}}}}；
因为 {\displaystyle a\neq 0}，所以
若{\displaystyle \Delta ={\sqrt {b^{2}-4ac\ }}>0}，则它的两个不等实数根可以表示为
{\displaystyle x_{1}={\frac {-b+{\sqrt {b^{2}-4ac\ }}}{2a}},\,x_{2}={\frac {-b-{\sqrt {b^{2}-4ac\ }}}{2a}}}；
若{\displaystyle \Delta ={\sqrt {b^{2}-4ac\ }}=0}，则它的两个相等实数根可以表示为
{\displaystyle x_{1}=x_{2}={\frac {-b}{2a}}}；
若{\displaystyle \Delta ={\sqrt {b^{2}-4ac\ }}<0}，则它的两个共轭复数根可以表示为
{\displaystyle x_{1}=-{\frac {b}{2a}}+{\frac {\sqrt {-(b^{2}-4ac)}}{2a}}{\text{i}},\,\,x_{2}=-{\frac {b}{2a}}-{\frac {\sqrt {-(b^{2}-4ac)}}{2a}}{\text{i}}}。

#### 一般化
一元二次方程的求根公式在方程的係數为有理数、实数、复数或是任意数域中适用。
公式中的根式{\displaystyle {\sqrt {b^{2}-4ac}}}應該理解為「如果存在的話，自乘後為{\displaystyle b^{2}-4ac}之兩數中的任何一個」。在某些数域中，有些数值没有平方根。

#### 根的判别式
对于实系数一元二次方程{\displaystyle ax^{2}+bx+c=0\left(a\neq 0\right)}，{\displaystyle \Delta =b^{2}-4ac}称作一元二次方程根的判別式。根据判别式，一元二次方程的根有三种可能的情况：
- 如果{\displaystyle \Delta >0}，则这个一元二次方程有两个不等的实数根。如果系数都为有理数，且{\displaystyle \Delta }是一个完全平方数，则这两个根都是有理数，否则这两个根至少有一个是无理数。

- 如果{\displaystyle \Delta =0}，则這个一元二次方程有两个相等的实数根。这两个等根 {\displaystyle x_{1}=x_{2}=-{\frac {b}{2a}}}

- 如果{\displaystyle \Delta <0}，则这个一元二次方程有两个不等的复数根，两根互为共轭复数。这时两根分别为{\displaystyle x_{1}=-{\frac {b}{2a}}+{\frac {\sqrt {-(b^{2}-4ac)}}{2a}}{\text{i}},\,\,x_{2}=-{\frac {b}{2a}}-{\frac {\sqrt {-(b^{2}-4ac)}}{2a}}{\text{i}}}，其中 {\displaystyle {\text{i}}={\sqrt {-1}}}。

### 非实系数一元二次方程
即系数为非实数时的一元二次方程，将系数扩展到复数域内，此时要注意根的判别式不适用于非实系数一元二次方程。

### 一元二次方程的根与系数的关系
根据韦达定理可以找出一元二次方程的根与系数的关系。{\displaystyle x_{1}+x_{2}={\frac {-b+{\sqrt {b^{2}-4ac\ }}}{2a}}+{\frac {-b-{\sqrt {b^{2}-4ac\ }}}{2a}}={\frac {-2b}{2a}}=-{\frac {b}{a}}}{\displaystyle x_{1}\cdot x_{2}={\frac {-b+{\sqrt {b^{2}-4ac\ }}}{2a}}\cdot {\frac {-b-{\sqrt {b^{2}-4ac\ }}}{2a}}={\frac {b^{2}-b^{2}+4ac}{4a^{2}}}={\frac {4ac}{4a^{2}}}={\frac {c}{a}}}

### 图像解法

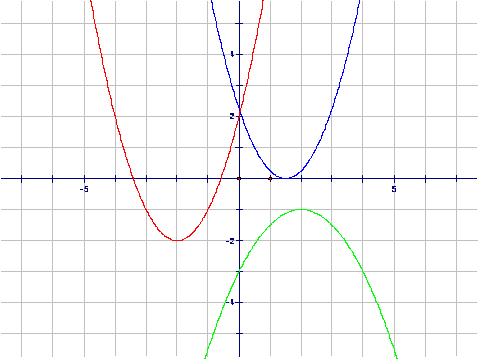
，则该函数与x轴相交（有两个交点）
，则该函数与x轴相切（有且仅有一个交点）
，则该函数与x轴相离（没有交点）

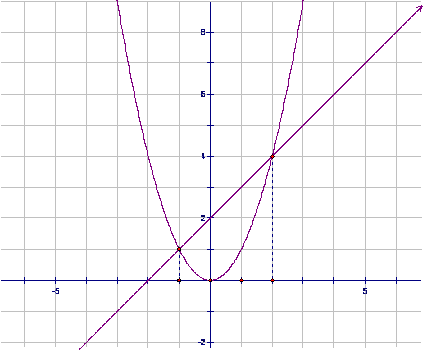
的解是和交點的X座標

一元二次方程{\displaystyle ax^{2}+bx+c=0}的根的几何意义是二次函数{\displaystyle y=ax^{2}+bx+c}的图像（为一条抛物线）与 {\displaystyle x} 轴交点的坐标，即二次函数的零点。
另外一种解法是把一元二次方程{\displaystyle ax^{2}+bx+c=0}化为{\displaystyle x^{2}=-{\frac {b}{a}}x-{\frac {c}{a}}} 的形式。
则方程{\displaystyle ax^{2}+bx+c=0}的根，就是函数{\displaystyle y=x^{2}}和{\displaystyle y=-{\frac {b}{a}}x-{\frac {c}{a}}}交点的横坐标。
通过作图，可以得到一元二次方程根的近似值。

### 计算机法
在使用计算机解一元二次方程时，跟人手工计算相似，大部分情况下也是根据以下公式去解{\displaystyle x={\frac {-b\pm {\sqrt {b^{2}-4ac\ }}}{2a}}}可以进行符号运算的程序，比如Mathematica，可以给出准确的解析表达式。而大部分程序则只会给出数值解。(但亦有部分显示平方根及虚数)

## 外部連結
- 101 uses of a quadratic equation: Part I （页面存档备份，存于），Part II （页面存档备份，存于）